# Pasiphae
Pasiphae (în greacă Πασιφάη) era soția regelui cretan Minos. Ea a fost blestemată să își piardă mințile și să se îndrăgostească de taurul alb pe care i-l dăruise zeul Poseidon lui Minos. Pasiphae i-a cerut ajutorul lui Dedal, care i-a construit o vacă de lemn, acoperită cu piele și goală în interior. Regina a intrat în acest simulacru și din împerecherea ei cu taurul alb a fost zămislit Minotaurul. Acesta a fost alăptat de Pasiphae pe când era mic, dar după ce a crescut a devenit un monstru feroce.